# Замок Лоде
За́мок Ло́де (Шлосс Лоде (рус. Шлоссъ Лоде), нем. Schloß Lode, Schloss Lohde), епископский замок Лоде или епископский замок Ко́лувере (эст. Koluvere piiskopilinnus),  иногда также Лод (эст. Lod), устар. Коловерь (эст. Koluvere)  — средневековый замок Эзель-Викского епископства в волости Кулламаа уезда Ляэнемаа современной Эстонии.

## История
Рыцарский замок существовал на этом месте с XIII века. С 1439 года он принадлежал Эзель-Викскому епископству. Считается, что самой старой частью крепости может быть четырехгранная оборонительная башня, датируемая началом XIV века.
Во время Ливонской войны поблизости от замка армия Русского царства вступила в Коловерское сражение.
Колувере оставался в руках русских до 1581 года, когда на него напали шведские войска под командованием Карла Хинриксена. 22 июля 1581 года русские сдались. Несмотря на то, что во время войны крепость Колувере несколько раз подвергалась осаде и завоеванию, она, вероятно, понесла сравнительно небольшой ущерб.
В 1646 году шведская королева Кристина подарила замок вместе с землями барону Фридриху фон Лёвену (1600—1669), который стал здесь жить. С тех пор замок стали называть поместьем (мызой). Поскольку большинство вспомогательных зданий поместья шведского периода было построено из древесины, они не сохранились до наших дней.
В 1771 году внук упомянутого выше барона, Фридрих фон Лёвен (1654–1744), продал имение графу Григорию Орлову, который заказал новую отделку в стиле рококо. После смерти Григория в 1783 году Екатерина II поручила владельцу близлежащего имения Кодила, барону фон Польману, купить замок у наследников. Замок был определён как место жительства принцессы Августы Вюртембергской — Зельмиры, как звала ее Екатерина.
В октябре 1788 года королевские дворы в Штутгарте и Брауншвейге получили от императрицы известие: 27 сентября в Лоде скончалась Августа. Великая княгиня Мария Фёдоровна писала родственникам, что у принцессы произошло кровоизлияние. Внезапная смерть Августы породила много слухов и домыслов. Принц Фридрих, муж Августы, с которым она была в тяжёлом разладе, просил императрицу предоставить ему более точные сведения. Его знакомая, графиня фон Гёрц, утверждала, что в Лоде «дело было нечисто». Екатерина II хранила полное молчание. По её указу тело принцессы Августы было перевезено в церковь в Гольденбеке и спешно захоронено, без религиозного обряда (причём местному священнику было запрещено открывать гроб). 
В 1819 по соглашению уже Фридриха I Вюртембергского  с российским императором Александром I прах Августы был перезахоронен по всем правилам церковного обряда. Во время захоронения гроб был вскрыт и было выяснено, что Августа была беременна. Было проведено расследование, согласно которому пожилой женатый барон фон Польман злоупотребил оказанным ему императрицей доверием. Ещё в июле 1788 года личный секретарь императрицы Храповицкий(который сам считался по слухам незаконнорожденным внуком Петра Великого) писал в дневнике:

Принцессе и Польману написаны письма и посланы французские книги. Она любит читать и проводит все время в обществе Польмана и его семьи. Если бы генералу не было 60 лет, его можно было бы принять за её любовника. Говорят ли что-нибудь об этом? Лично я не слышал.
В результате проведенной эксгумации стало известно, что во время тайных родов Августы Польман, чтобы скрыть свое преступление, отказал Августе в ставшей необходимой врачебной помощи и она умерла. Согласно официальным документам расследования, он обращался с принцессой так, как если бы она была арестована, домогался её, и возможно, даже применил насилие, скрывая от императрицы истинное положение дел.
Позднее, незадолго до смерти самой Екатерины при дворе говорили, что она распорядилась арестовать своего сына царевича царевича Павла и препроводить его на постоянное проживание в замок Лоде. По уверениям князя фаворита императрицы Зубова, Павел обнаружил это распоряжение в бумагах покойной матери и «разорвал в мелкие куски». Через год после вступления на престол он пожаловал замок графу Буксгевдену, чьи потомки владели им до 1919 года. В замок Павел отослал от двора к месту службы мужа жену графа Буксгевдена, близкую подругу впавшей в немилость фаворитки Павла Нелидовой, которая последовала сюда и сама, не желая расставаться с подругой и обидевшись на императора. Нелидова оставалась здесь до самой смерти Павла.

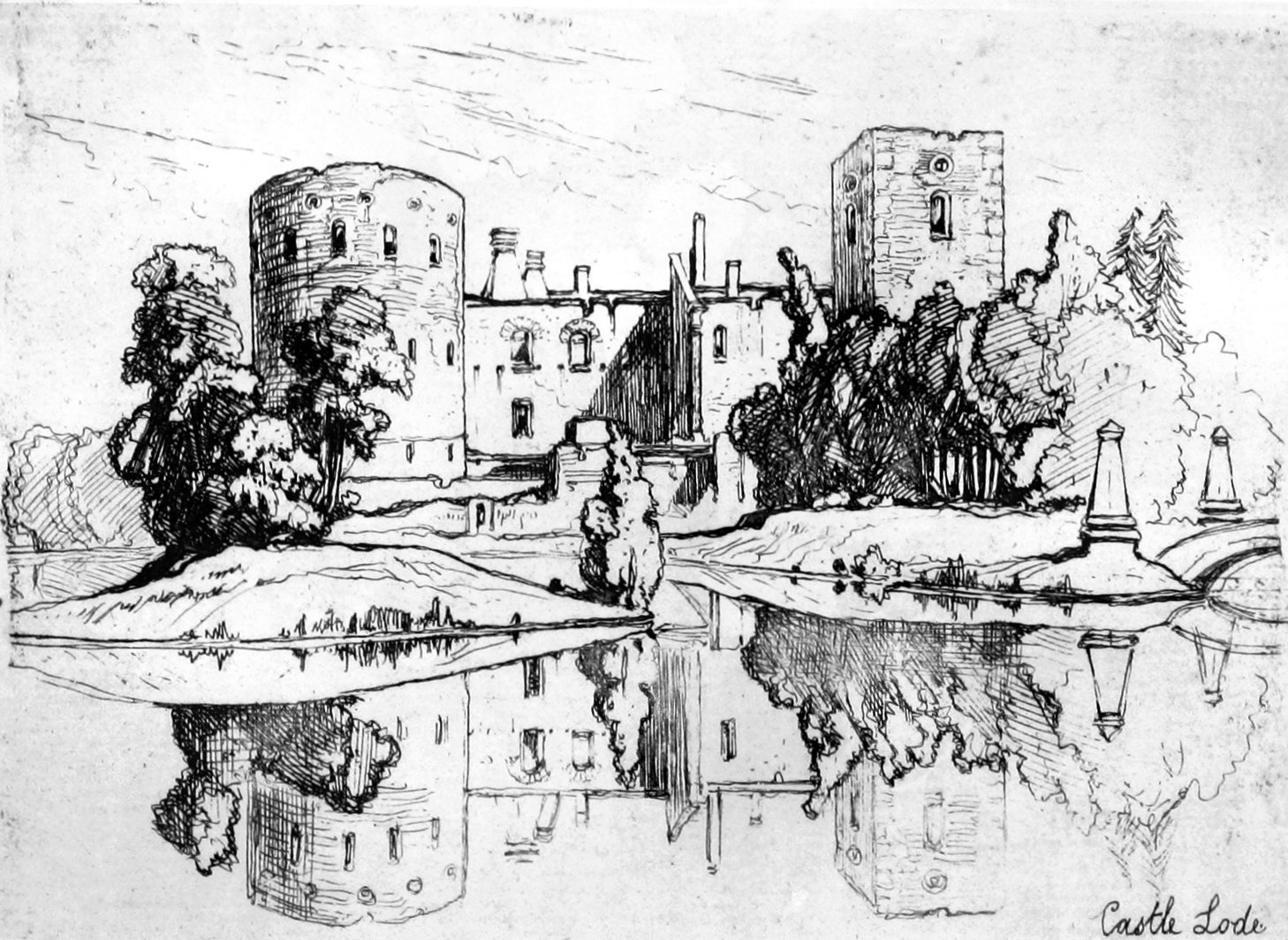
Руины замка Лоде после первого пожара. Рисунок авторства Элизабет Ригби 1842 года

В 1840 и 1905 годах основной комплекс крепости сгорел и был восстановлен в неоготическом стиле (ступенчатые парапеты башен, остроконечные арочные оконные проемы и пр., которые позже были удалены).
С 1924 года в замке работало учебное заведение. 
После Второй мировой войны в замке размещалась колония для трудных детей и подростков. После очередного пожара в 1960-х годах замок был слегка перестроен. Во внешнем облике обеим башням были добавлены крутые каменные крыши, а остроарочные окна заменены на квадратные, что частично восстановило средневековый облик замка. С этого времени и до конца 1990-х годов в замке располагался дом престарелых для людей с психическими отклонениями. 
С весны 2006 года замок находится в частной собственности.
Городище Колувере, в том числе замок Лоде и защитные рвы, внесено в Государственный регистр памятников культуры Эстонии в 1998 году как .

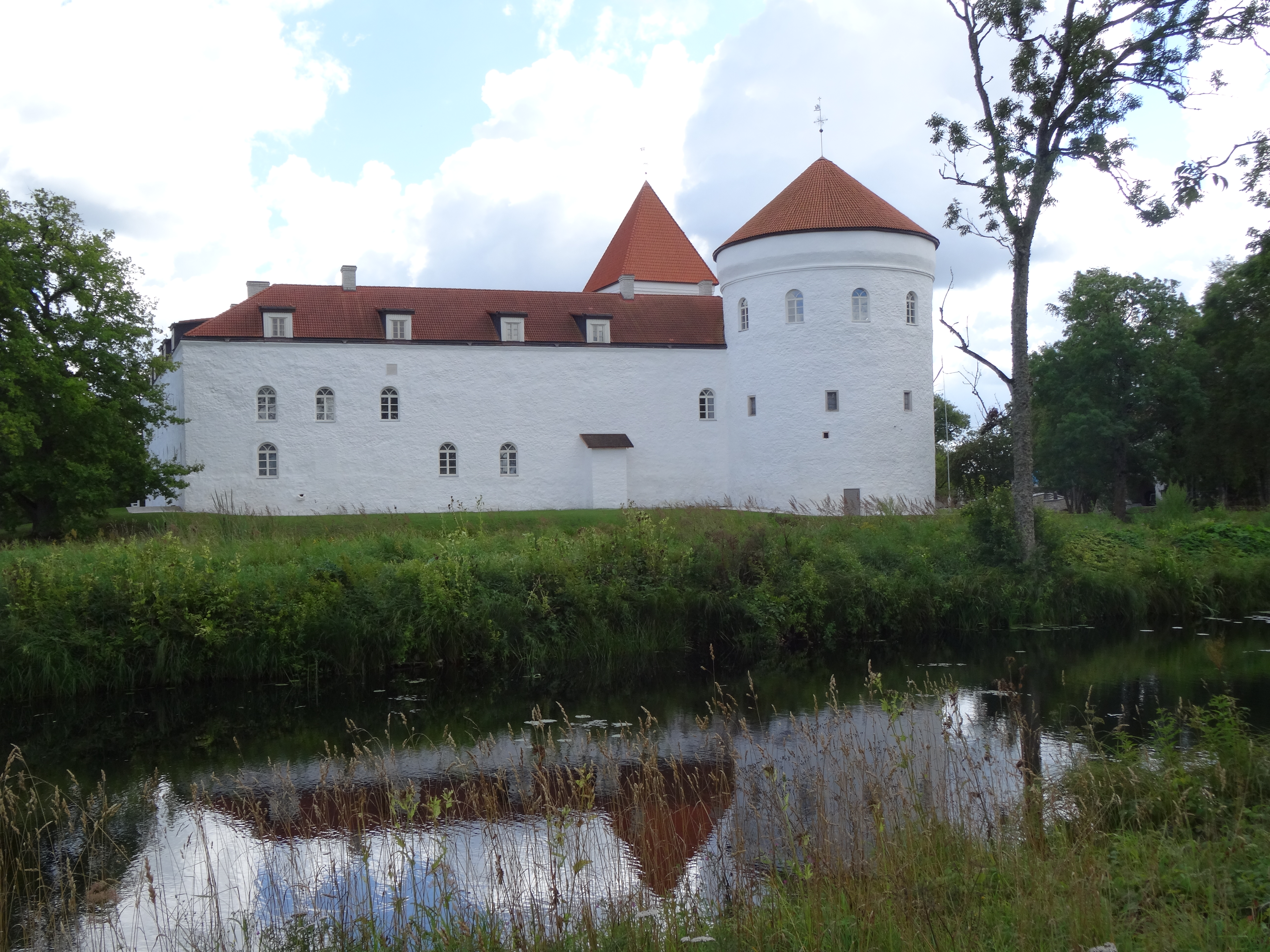
Замок Лоде в 2015 году, вид с северо-запада
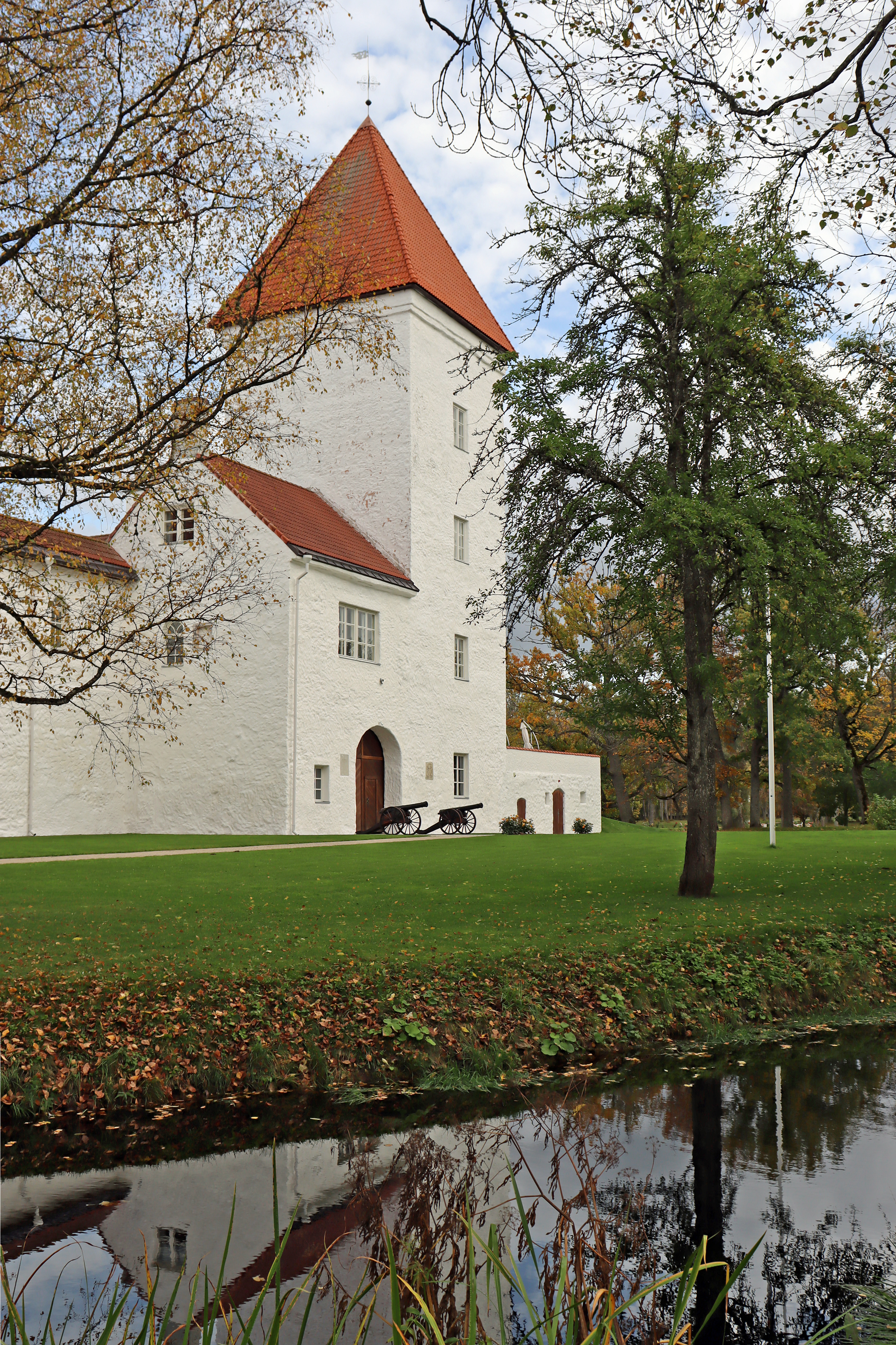
Вход в замок
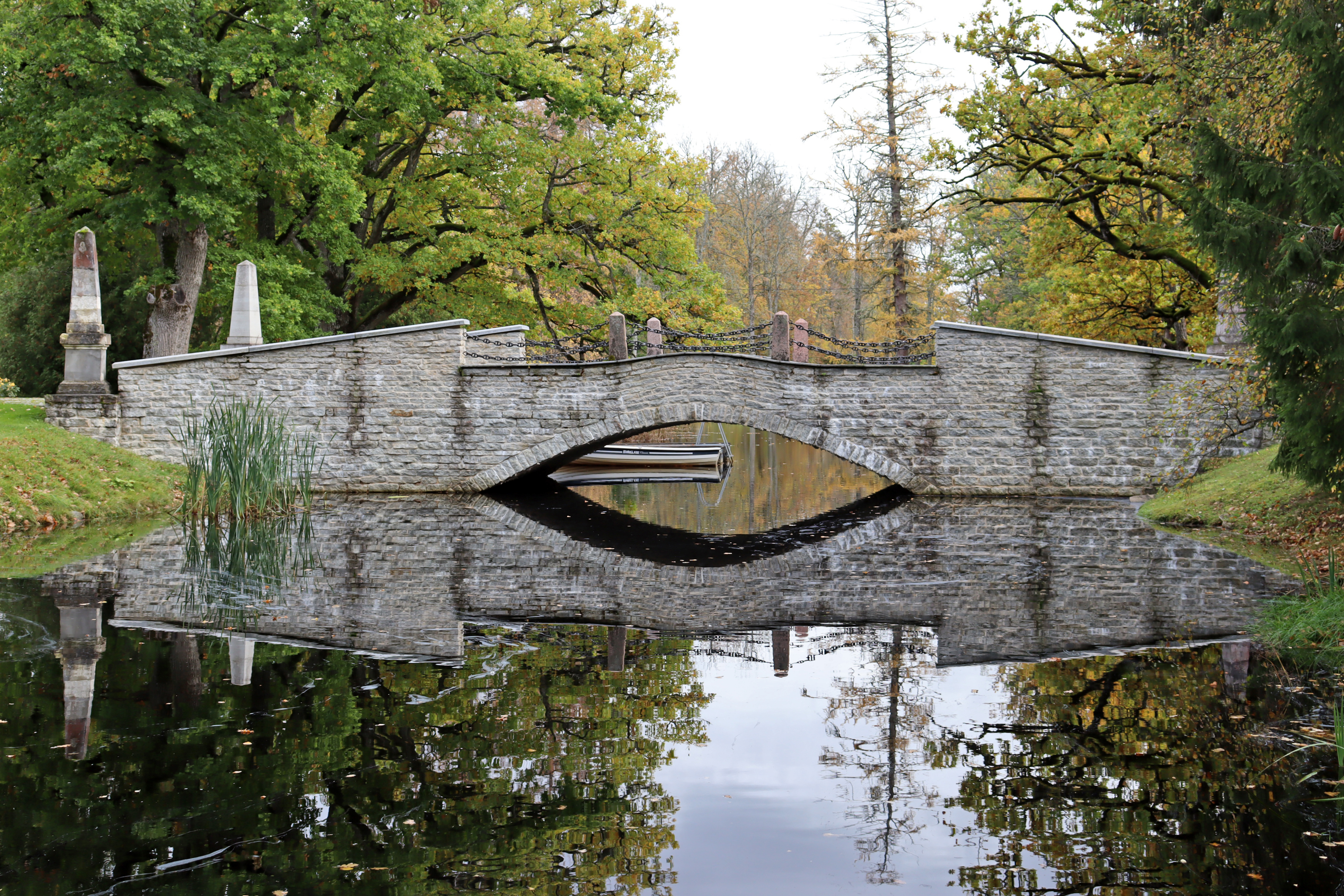
Главный мост в 2020 году
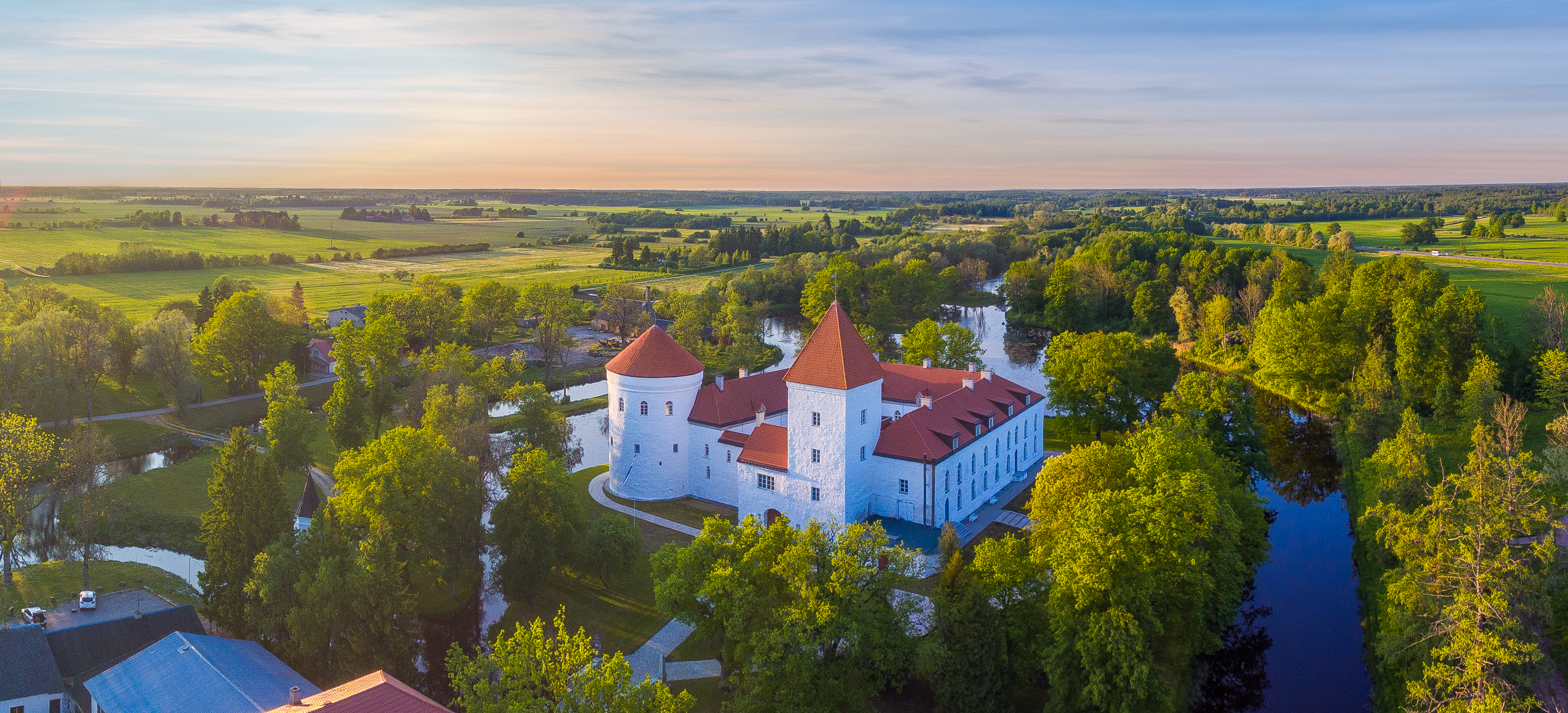
Замок Лоде и городище Колувере